# Villa Mairea
Villa Mairea is een villa in de Finse gemeente Pori en is ontworpen door architect Alvar Aalto. Het werd gebouwd als een gasthuis voor Harry en Maire Gullichsen, van wie Aalto de vrijheid kreeg om te experimenteren. Tegenwoordig wordt het als een van de belangrijkste gebouwen gezien die ontworpen is door Aalto.
- Virtual International Authority File: 428144783075386996703